# ワン・メイイン
ワン・メイイン（Meiyin Wang、1988年12月26日 - ）は、中国、ゲーラ出身の自転車競技（ロードレース）選手。ハンシャン・サイクリング所属

## 来歴
2009年、トレック・マルコポーロ・サイクリングチームに加入。
- ツアー・オブ・ハイナン 総合15位

2010年
- ツアー・オブ・タイフー 9位
- ツアー・オブ・サウスチャイナ 8位

2011年、ハンシャン・サイクリングチームに移籍。
- ツアー・オブ・北京 総合92位
- ツアー・オブ・ハイナン 総合4位
- ツアー・オブ・タイフー 12位

2012年
- ツアー・オブ・ハイナン 山岳賞
- ツアー・オブ・タイフーレイク 総合13位
- ツアー・オブ・フゾウ 総合11位

2013年
- ツール・ド・ランカウイ 総合5位
  - 山岳賞
  - 区間優勝(第3)

2017年
- バーレーン・メリダに移籍。